# タデウシュ・コタルビンスキ
タデウシュ・コタルビンスキ（Tadeusz Kotarbiński, 1886年3月31日–1981年10月3日）はポーランドの哲学者、論理学者、倫理学者。ルヴフ＝ワルシャワ学派（ポーランド学派）の創始者カジミェシュ・ドヴァルドフスキの弟子のひとりであり、彼の弟子のなかでは最も影響力のある人物であった。
ポーランド人文学アカデミー（PAU）、ポーランド科学アカデミー（PAN）のメンバーである。事物主義（reism）という哲学の一学派と、independent ethicsという倫理学体系を発展させた。また、プラクシオロジー（praxeology）の発展についても重要な貢献を果たした。
コタルビンスキの弟子としては、アルフレト・タルスキ、pl:Henryk Greniewski、pl:Kazimierz Pasenkiewiczがいる。

## 生涯
タデウシュ・コタルビンスキは1886年3月31日にワルシャワ（ポーランド立憲王国、当時ロシア帝国の保護領）の芸術家一家に生まれる。父であるMiłosz Kotarbińskiは画家兼作曲家、母のEwa de domo Koskowskaはピアニストであった。伯父のJózef Kotarbińskiはポーランド演劇界の重鎮であり、別の伯父であるヴィルヘルム・コタルビンスキもまた著名な画家であった。
1905年にストライキに参加した結果、コタルビンスキは中等学校を除籍されることとなり、義務教育課程を終えるのに2年の遅れが生じた。その後、クラクフのヤギェウォ大学で未登録学生として学ぶ。当時、コタルビンスキは数学と物理学にもっとも惹かれたという。後にルヴフ大学とダルムシュタット大学で建築を学び、最終的にルヴフ大学で哲学と文献学を修めた。彼は当代一流の数学者や哲学者から教えを受けており、その中には前述のカジミェシュ・トヴァルドフスキや、ヤン・ウカシェヴィチ、Władysław Witwicki、スタニスワフ・レシニェフスキもいた。コタルビンスキの博士論文は「スペンサーとミルの倫理学における功利主義」（1912）である。
大学卒業後、コタルビンスキはワルシャワのレイ中等学校（ギムナジウム）で古典語の教鞭をとり、1918年にはワルシャワ大学で哲学の講義を担当する教師となった。1929年から1930年にかけては、ワルシャワ大学人文学部の学部長であった。

## 哲学

### 事物主義
事物主義（Reism）は汎物体論（pansomatism；ギリシャ語の全て（πᾶν）＋物体（σῶμα）に由来する）的な存在論のことであり、コタルビンスキが主著『知識の理論の要素：形式論理学と諸学問の方法論』（1929年）の中で詳解した意味論と同等のものである。事物主義の名はラテン語のres（英語のthing）に由来する。コタルビンスキは、事物主義は自身が独自にたどり着いたものであるとする一方で、フランツ・ブレンターノが事物主義の先駆的な存在と見なしている。ただし、ブレンターノの事物に関する捉え方は、コタルビンスキの捉え方よりも広いという指摘もある。

### 存在論的事物主義
コタルビンスキの存在論的事物主義アプローチでは、ただ事物だけが存在し、ただ使用された存在論的カテゴリーが、個別的で具体的な対象（または実体）であるという仮定をとる。つまり、普遍者や事態、属性や関係、集合やクラス、心的な構成物などといった存在を許容する立場とは対照的なものである。

### 意味論的事物主義
有意味な文は、抽象的対象の名前または非真性の名前（オノマトイド）とは対照的に、いわゆる真性の名前（具体的対象を指す）を含まなければならないとコタルビンスキは主張した。彼はまた、オノマトイドを空名から区別した。コタルビンスキの考えでは、空名は事物的（reistc）である。オノマトイドのみの文は無意味であり、空名を用いた文は有意味である。
ブレンターノや彼の弟子など、コタルビンスキ以前の唯名論者や唯物論者によって事物主義は幾度か主張されてきたが、コタルビンスキによって事物主義は完全な形に発展させられ、体系化され、定義されたといえる。
コタルビンスキは「具体主義 concretism の発展の諸段階」を発表した (Philosophical Studies 1958; 4 (7))。この論文においてコタルビンスキは、初期の唯名論や具体主義から自分の理論がどのように構成され、発展してきたのかを、7段階の精緻化を経たうえで汎物体論的存在論に到達したことを論じた。コタルビンスキによれば、事物主義、汎物体論的存在論、具体主義という用語を、自分の著作において、多少の差異があるものの同様のものとして使ったとしている。

## 著作
- Elementy teorii poznania, logiki formalnej i metodologii nauk. Lvov Ossolineum (1929); second revised edition 1961;
- Traktat o dobrej robocie (1955); English translation: Praxiology. An introduction to the science of efficient action, New York: Pergamon Press, 1965.
- Sprawność i błąd (Efficiency and Error) (1956)
- Fazy rozwojowe konkretyzmu. Studia Filozoficzne n4 (7) 1958
- Medytacje o życiu godziwym (Meditations about decent life) (1966)
- Leçons sur l'histoire de la logique. Paris: Presses Universitaires de France 1964. Original Polish edition 1957.
- Gnosiology. The Scientific Approach to the Theory of Knowledge. Oxford Pergamon Press 1966 (English translation of Elementy by O. Wojtasiewicz).